# Lykkehjulet (film fra 1926)
Lykkehjulet (også kendt som Fy og Bi-film 20) er en dansk komediefilm fra 1926. Filmen er instrueret af Urban Gad og med Carl Schenstrøm og Harald Madsen i hovedrollerne som Fyrtårnet og Bivognen.

## Medvirkende
- Carl Schenstrøm som Fyrtaarnet
- Harald Madsen som Bivognen
- Lili Lani som Ethel Birk
- Arne Weel som Erik Elmer, billedhugger
- Peter Nielsen som Advokat Ring
- Mathilde Nielsen som Advokat Rings husbestyrerinde
- Petrine Sonne som Tante Anna
- Oscar Stribolt som Monsieur Panard, modekonge
- Christian Schrøder som Kunsthandler
- Egill Rostrup som Politiassessor
- Christian Engelstoft
- Lauritz Olsen
- Jørgen Lund
- Alfred Kjøge